# Катин, Сергей Васильевич
Серге́й Васи́льевич Ка́тин (20 июля 1962, Долгопрудный, Московская область, СССР) — советский и российский музыкант, автор песен, продюсер. Отец певицы Лены Катиной.

## Биография
Окончил Детскую школу искусств в Долгопрудном. Со школьных лет был знаком с Виктором Рыбиным. Некоторое время играл с ним в одной группе.
Работал в оркестре Гостелерадио. Когда лидер группы «Арсенал» Алексей Козлов решил делать новую театрализованную программу, он нанял «нескольких молодых профессионалов не из джазовой, а скорее из поп-рок среды, более открытых к современным видам музыки», в том числе бас-гитариста Сергея Катина.
Покинув, «Арсенал», основал в 1987 году вместе с гитаристом Дмитрием Четверговым группу «Дюна». Барабанщиком в группе был Андрей Шатуновский. Директором группы стал Виктор Рыбин. Изначально группа исполняла вполне серьёзный арт-рок, но уже в 1988 году от всей группы остаются только Катин и Рыбин, которые при участии различных приглашённых музыкантов продолжают давать концерты.
Во время этих концертов Катин сочиняет песню «Страна Лимония», которая и определила последующий «несерьёзный» стиль группы. По словам Виктора Рыбина: «Серёжа Катин, с кем мы создали группу, говорит, давай мы будем диссидентами. Я ему — давай лучше ты музыку, а я её несерьезно исполню… клоунам всё прощают». В январе следующего года попала на телевидение и стала хитом. Сергей Катин записал с «Дюной» два альбома «Страна Лимония» (1990) и «За нами Долгопрудный» (1992), причём автором всех песен на обоих альбомах был именно он.
В 1992 году Катин уходит из группы, уступив лидерство Виктору Рыбину, и уезжает во Францию, где занимается композиторской и продюсерской деятельностью. Его уход заставил Виктора Рыбина самому активно заняться сочинительством.
К 1995 году Сергей Катин возвращается на родину и вновь начинает сотрудничать с «Дюной», но уже только как автор-сочинитель песен. Результатом их воссоединения явилась пластинка «В городе большом». Сотрудничал с «Дюной» и в дальнейшем.
В 1997 году на поп-сборнике «В Десяточку! 5» вышла сольная песня Сергея Катина «Ку-Ку», которая прошла почти незамеченной.
В начале 2010-х Сергей Катин занимался бизнесом, в том числе связанным с поставками виниловых пластинок в Россию.